# Palais Latmiral

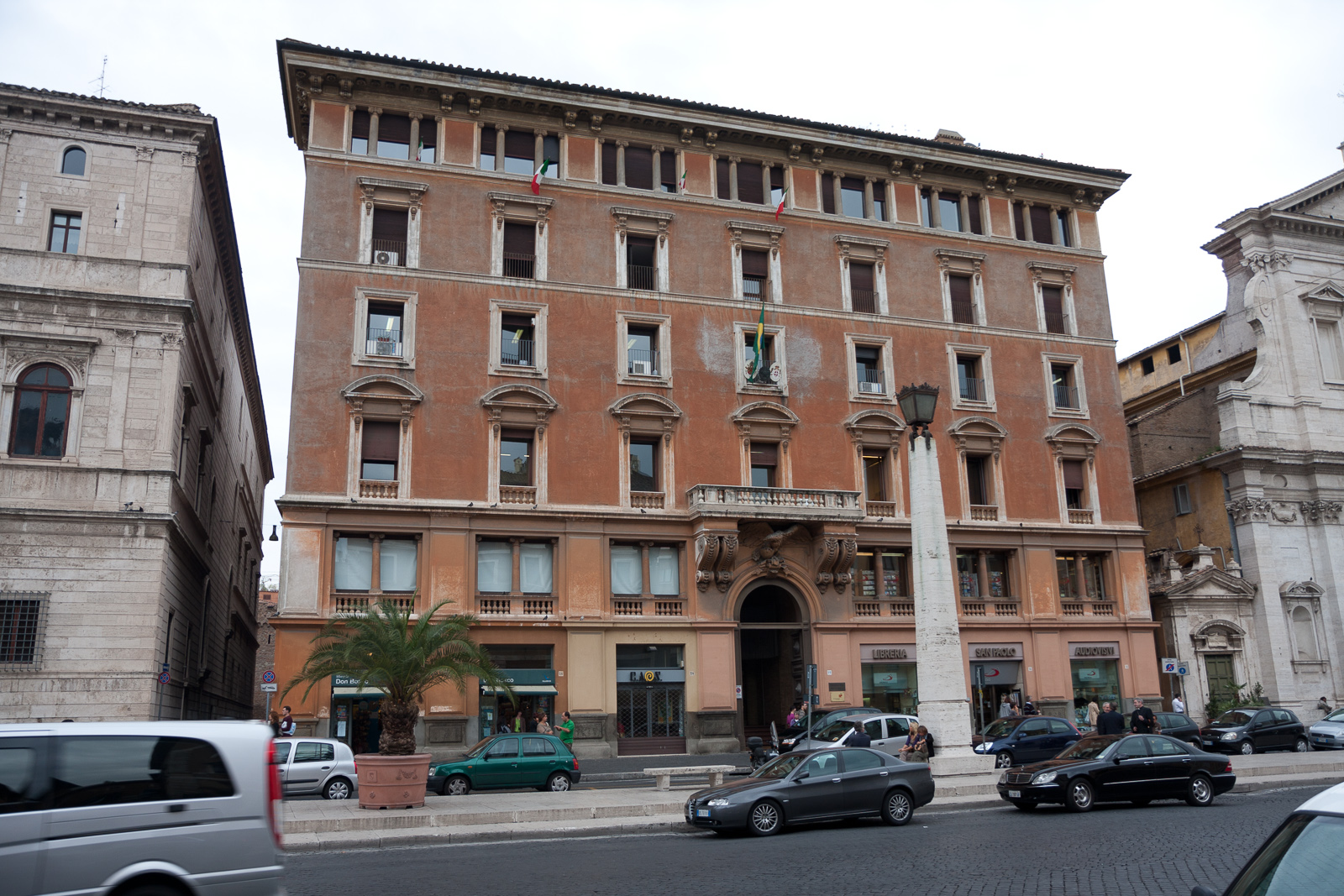
Façade principale du palais sur la Via della Conciliazione.

Le Palais Latmiral est un palais éclectique situé Via della Conciliazione, dans le rione Borgo de Rome, entre l'église Santa Maria in Traspontina et le Palais Giraud-Torlonia . Il abrite actuellement l'ambassade du Brésil auprès du Saint-Siège . 

## Histoire

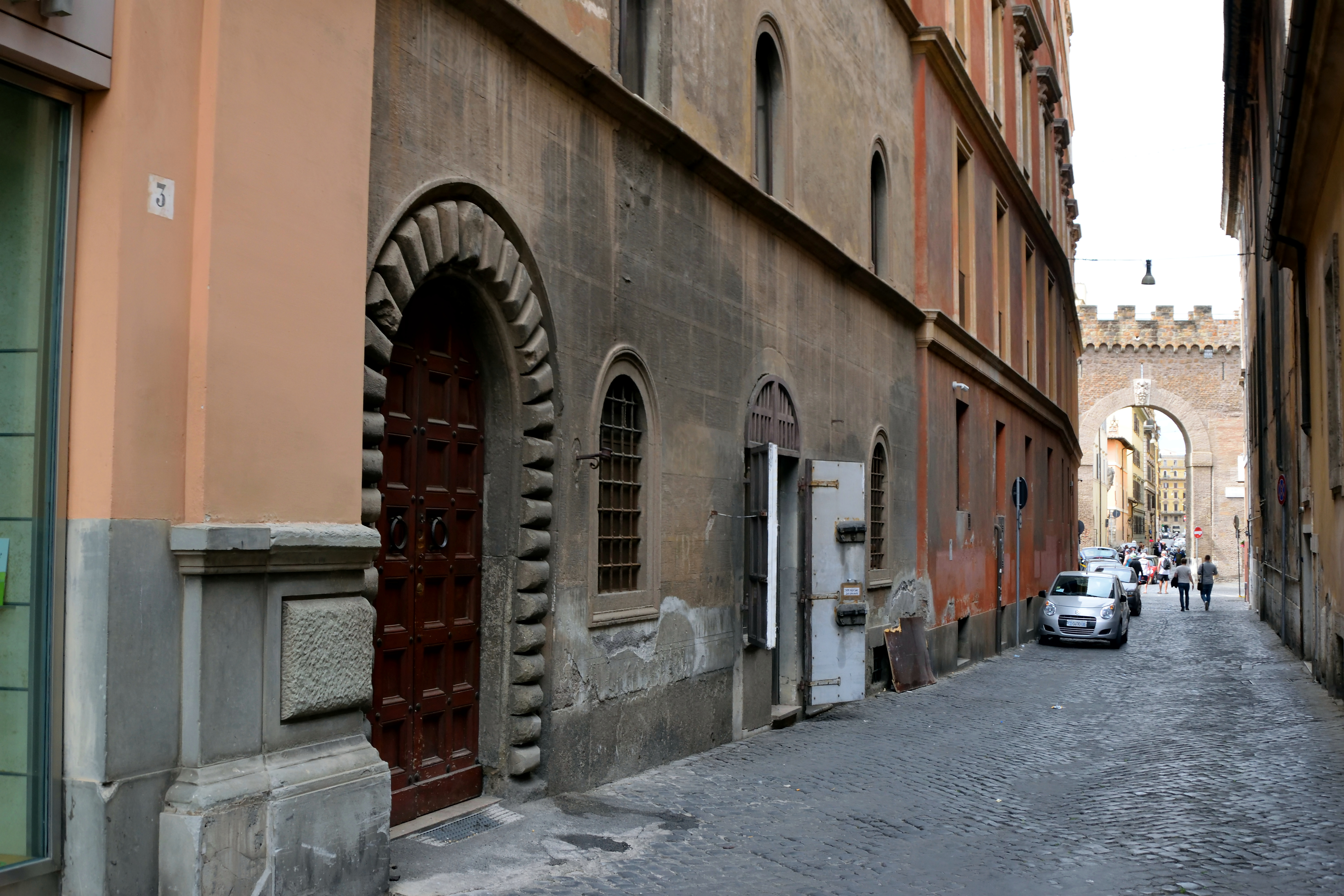
Vue latérale sur la Via del Campanile montrant une ancienne maison (Casa del Boia) incorporée au palais.

Ce palais a été construit en 1887 par l'architecte Agide Spinedi pour Giuseppe Latmiral. Restauré par les architectes Marcello Piacentini et Attilio Spaccarelli, le palais, qui abrite des bureaux privés en plus de l'ambassade du Brésil, a incorporé, aux numéros 4 et 5 du Vicolo del Campanile, une maison du XVe siècle avec trois étages et des fenêtres semi-circulaires qui conserve encore des restes de sa décoration peinte en façade, la Casa del Boia . 
Ces fresques, déjà usées, ont été peintes, selon Vasari, par Giulio Romano. Les peintures du premier étage représentent Les quatre Rois Daces prisonniers et leurs armures et Boiada attaquée par Mercure. La frise au-dessus est ornée d'écussons de la famille Médicis (un anneau et trois plumes d'autruche) entre deux lions. Les peintures du deuxième étage montrent des figures mythologiques féminines et "Argo avec deux vaches", avec une frise identique au-dessus. La façade entière a été restaurée en 1936  . 
L'un des habitants les plus célèbres de cette résidence était le bourreau papal Giovanni Battista Bugatti, dit "Mastro Titta", responsable de l'exécution de 516 personnes entre 1796 et 1864. Il était extrêmement méticuleux et a écrit un mémoire complet. Grâce à elle, on sait que des exécutions ont eu lieu à Ponte Sant'Angelo, sur la Piazza del Popolo et dans la Via dei Cerchi. La dernière exécution par ordre pontifical a eu lieu l'année de la prise de Rome (1870) 